# Liste der Monuments historiques in Chaintreaux
Die Liste der Monuments historiques in Chaintreaux führt die Monuments historiques in der französischen Gemeinde Chaintreaux auf.

## Liste der Bauwerke
| Bezeichnung              | Beschreibung | Standort          | Kennzeichnung | Schutzstatus | Datum | Bild           |
| ------------------------ | ------------ | ----------------- | ------------- | ------------ | ----- | -------------- |
| Kirche St-Eutrope        |              | Lagerville (Lage) | PA00132993    | Inscrit      | 1994  | weitere Bilder |
| Kirche St-Pierre-St-Paul |              | (Lage)            | PA00086852    | Inscrit      | 1949  | weitere Bilder |

## Liste der Objekte

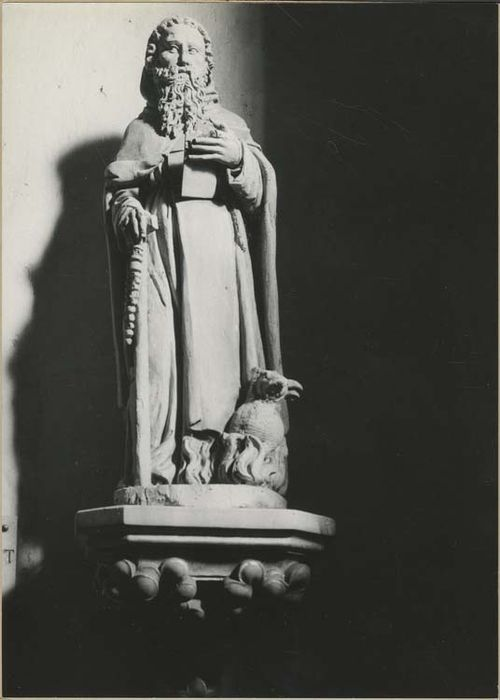
Skulptur des heiligen Antonius der Große (17. Jahrhundert) in der Kirche St-Pierre-St-Paul

- Monuments historiques (Objekte) in Chaintreaux in der Base Palissy des französischen Kultusministeriums